# 毛主席转战陕北纪念馆
毛主席转战陕北纪念馆位于陕西省榆林市米脂县杨家沟村扶风寨马家祠堂旧址。用于纪念中共中央主席毛泽东和中共中央机关（代号“昆仑纵队”）从1947年3月18日撤离延安到1948年3月23日在吴堡县川口村东渡黄河，在陕北转战一年零五天，行程2000余华里，驻留38个村庄。 其中，杨家沟村是驻留时间最长（4个月）的地方，在这里召开过中央前委扩大会议、西北野战军高级干部军事会议、庆祝宜川大捷会议、东渡黄河动员大会等一系列重要会议。
纪念馆占地6000多平方米，投资135万元。分为9个展室和一个多媒体音像室，陈列有265幅照片和35件文物。纪念馆从2005年9月开始筹建，2006年6月24日正式开馆，并对外开放。
纪念馆现列入杨家沟革命旧址（2001年被国务院公布为全国重点文物保护单位）的一部分。